# Зейсс-Инкварт, Артур
А́ртур Зейсс-И́нкварт (нем. Arthur Seyß-Inquart; 22 июля 1892, Штаннерн, Моравия, Австро-Венгрия — 16 октября 1946, Нюрнберг, Американская зона оккупации Германии) — австрийский и немецкий политический и государственный деятель. Занимал посты федерального канцлера и министра обороны Австрии (11—13 марта 1938), рейхскомиссара Нидерландов (1940—1945), номинально был министром иностранных дел в правительстве Дёница (1945). Член НСДАП (c 1938), обергруппенфюрер СС (1941). Нацистский преступник. 
Участник Первой мировой войны в армии Австро-Венгрии, обер-лейтенант (1918). 
В Австрии занимал посты министра внутренних дел (февраль — март 1938), а также и. о. федерального президента (13 марта 1938). После аншлюса поступил на государственную службу нацистской Германии, где занимал посты рейхсштатгальтера рейхсгау Остмарк (1938—1939), министра без портфеля в правительстве Гитлера (1939—1945). 
По приговору Нюрнбергского трибунала признан военным преступником и казнён за преступления против человечества.

## Биография

### Начало карьеры
Родился в Штаннерне в Моравии (в те годы — часть Австро-Венгрии), младший из шести детей директора школы Эмиля Зейсса. В 1907 году семья переехала в Вену и сменила славянскую фамилию Зайтих на немецкую, Зейсс-Инкварт. Женился в 1916 году, имел троих детей. Учился в Венском университете на юриста.
В августе 1914 года ушёл добровольцем на фронт. Служил в тирольских егерских частях на Русском, Румынском и Итальянском фронтах в одном полку с Куртом Шушнигом, неоднократно награждён. Был тяжело ранен, окончил университетский курс, находясь в госпитале после ранения. С 1921 года занимался собственной адвокатской практикой, сотрудничал с правыми организациями (будущий Отечественный фронт), но дистанцировался от прогерманских национал-социалистов.

### От переворота 1933 года до аншлюса
В 1933 году по приглашению Энгельберта Дольфуса вошёл в австрофашистское правительство. После убийства Дольфуса боевиками австрийских СС в июле 1934 года — государственный советник при канцлере Шушниге. Постепенно, понимая неизбежность объединения Австрии с Германией, вошёл в круг национал-социалистов, обеспечив им представительство в верхнем эшелоне правительства Шушнига.
В феврале 1938 года под угрозой германского вторжения Шушниг назначил Зейсс-Инкварта министром внутренних дел. 11 марта 1938 года Шушниг подал в отставку, а Зейсс-Инкварт направил германским властям «просьбу о помощи», под предлогом которой вермахт перешёл австрийскую границу.
В течение двух дней Зейсс-Инкварт был последним канцлером Федеративного Государства. 13 марта 1938 года Зейсс-Инкварт вступил в члены НСДАП и, будучи, после отставки Вильгельма Микласа, исполняющим обязанности президента, подписал закон о вхождении Австрии в состав нацистской Германии. До начала Второй мировой войны он оставался имперским наместником (нем. Reichsstatthalter) Австрии (заместитель — Эрнст Кальтенбруннер) в ранге группенфюрера СС.

### В оккупированных Польше и Нидерландах
С мая 1939 года Зейсс-Инкварт — министр без портфеля в правительстве Германии. После оккупации Польши и создания на её территории генерал-губернаторства — заместитель генерал-губернатора Ганса Франка, ответственный за южные области Польши. Зейсс-Инкварту вменяется создание еврейских гетто и «чрезвычайные меры» при подавлении польского сопротивления.
С мая 1940 года — рейхскомиссар оккупированных Нидерландов. Под началом Зейсс-Инкварта были созданы военные организации (Ландвахт) местных национал-социалистов; все прочие политические движения были запрещены в 1941 году. Зейсс-Инкварт лично отвечал за подавление местного сопротивления, в том числе забастовок 1941 года в Амстердаме и Арнеме. Всего за время правления он утвердил около 800 смертных приговоров. Некоторые источники приводят цифру в 1500, включая в неё умерших в лагерях, жертв депортации из Пюттена (октябрь 1944 года) и 117 убитых в наказание за нападение на главу СС в Нидерландах Ганса Раутера (март 1945 года). После высадки союзников в Нормандии реальная власть в Нидерландах перешла от администрации Зейсс-Инкварта к военным властям и гестапо.
С августа 1941 года Адольф Эйхман, по согласованию с Рейнхардом Гейдрихом и Артуром Зейсс-Инквартом приравнял так называемых «полуевреев» (нем. Halbjude) к «чистокровным/полным евреям» (нем. Volljude), обязав их носить Жёлтую звезду. Соответственно так называемые «евреи на четверть» (нем. Vierteljude) автоматически перешли в категорию мишлингов первой степени. Подавляющее большинство так называемых «полуевреев», а также мишлингов первой степени были депортированы в гетто и концлагеря. Бо́льшая часть из депортированных погибла.
Немедленно по прибытии в Нидерланды Зейсс-Инкварт убрал евреев из государственных служб, газет и правлений промышленных предприятий. Начиная с 1941 года, проводилась массовая регистрация евреев, в Амстердаме было учреждено гетто, а в Вестерборке — транзитный лагерь. Отправка евреев в Бухенвальд и Маутхаузен началась в феврале 1941 года. В сентябре 1944 года, с приближением войск союзников, все заключённые Вестерборка были вывезены в Терезиенштадт. Из 140 тысяч голландских евреев войну пережили лишь 27 тысяч. Помимо евреев, к работе на Германию было привлечено 530 000 голландцев, в том числе 250 000 — вывезено в Германию. Зейсс-Инкварт сопротивлялся приказам вывозить рабочую силу на восток, и в 1944 году отправил только 12 000 вместо планировавшихся 250 000. При отступлении из Голландии Зейсс-Инкварт, действуя в согласии с Альбертом Шпеером, саботировал приказы Берлина о «выжженной земле». В конце 1944 года наложил эмбарго на поставки союзниками продовольствия в оккупированные районы Голландии, но под конец последовавшей «Голодной Зимы», в последние дни войны, согласился не препятствовать гуманитарной операции Союзников по сбросу продуктов над бедствующими районами.
Перед своим самоубийством в конце апреля 1945 года Гитлер в «Политическом завещании» назначил Зейсс-Инкварта министром иностранных дел в правительстве своего преемника Карла Дёница.
После самоубийства Гитлера во время формирования К. Дёницем нового правительства Германии в начале мая 1945 года Зейсс-Инкварт прибыл на торпедном катере из Голландии во Фленсбург и на встрече с К. Дёницем и А. Шпеером решительно отказался занять какой-либо пост в правительстве, сказав, что его место в Голландии.
4 мая 1945 года германские войска в Нидерландах капитулировали, и Зейсс-Инкварт был взят в плен канадскими войсками.

### Суд в Нюрнберге

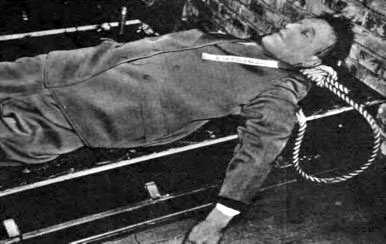
Труп Зейсс-Инкварта после казни

20 ноября 1945 года в числе главных военных преступников предстал перед судом Международного военного трибунала в Нюрнберге. Зейсс-Инкварту вменяли в вину преступления против мира, планирование и развязывание агрессивной войны, военные преступления и преступления против человечности. Обвинялся в депортации населения Нидерландов и расстреле заложников. Зейсс-Инкварт признал себя частично виновным в «ужасных преступлениях». Он был признан виновным по всем статьям, исключая преступный сговор, и приговорён к смертной казни через повешение. Стоя на эшафоте, произнёс: 
«Надеюсь, что эта казнь будет последним актом в трагедии Второй мировой войны и что случившееся послужит уроком: мир и взаимопонимание должны существовать между народами. Я верю в Германию» (нем. Ich hoffe, dass diese Hinrichtung der letzte Akt in der Tragödie des Zweiten Weltkriegs ist und dass die Lehre aus diesem Weltkrieg sein wird, dass Frieden und Verständnis zwischen den Völkern sein wird. Ich glaube an Deutschland).
Зейсс-Инкварт был последним казнённым из 11 (не считая заочно приговорённого к смерти Бормана и к тому моменту фактически уже мёртвого) приговорённых к смерти; время смерти — 2:59 (спустя 1:29 после смерти первого приговорённого — Риббентропа).

## Награды
- Знак за ранение (чёрный) (1918)
- Почётный крест ветерана войны
- Шеврон старого бойца
- Данцигский крест 2-го класса
- Крест военных заслуг 1-й степени без мечей
- Крест военных заслуг 2-й степени без мечей
- Медаль «В память 13 марта 1938 года»
- Золотой партийный знак НСДАП
- Кольцо «Мёртвая голова»
- Почётная шпага рейхсфюрера СС